# Adaeum
Genre
Synonymes
- Metadaeum Roewer, 1914

Adaeum est un genre d'opilions laniatores de la famille des Triaenonychidae.

## Distribution
Les espèces de ce genre sont endémiques d'Afrique du Sud.

## Liste des espèces
Selon World Catalogue of Opiliones (21/05/2021) :
- Adaeum asperatum Karsch, 1880
- Adaeum capense (Roewer, 1915)
- Adaeum granulosum Lawrence, 1931
- Adaeum hewitti Roewer, 1931
- Adaeum latens Loman, 1898
- Adaeum obtectum Loman, 1898
- Adaeum spatulatum Lawrence, 1931
- Adaeum squamatum Lawrence, 1931

## Publication originale
- Karsch, 1880 : « Arachnologische Blätter (Decas I). IX. Neue Phalangiden des Berliner Museums. » Zeitschrift für die gesammten Naturwissenschaften, vol. 53, p. 400–404.